# دومينجو جونديسالبو
دومينجو جونديسالبو (بالإسبانية: Domingo Gundisalvo) فيلسوف ومترجم إسباني من القرن الثاني عشر. وُلد في طليطلة عام 1115. على الأغلب أنه قد تلقى تعليمه في فرنسا. وتوفي في 1190. 
كان شماسًا من كوييار بمقاطعة شقوبية، ولكنه طور نشاطه الفلسفي في طليطلة، على القل بدءًا من عام 1162. في المدينة القشتالية، تحت رعاية المطران خوان دي كاستيلمورون ولاحقًا ثيريبرونو، ترجم جونديسالبو أكثر من عشرين عملًا فلسفيًا من العربية إلا اللاتينية، وهو نفس الوقت الذي كان فيه المترجم الإيطالي للأعمال العلمية العربية جيراردو الكريموني نشيطًا في طليطلة. إضافة إلى أعمال أعمال الترجمة، كان جونديسالبو فيلسوفًا وافر الإنتاج، حيث كتب خمسة أطروحات رئيسية هامة، بمنظور نقدي، جمع فيع النتائج الرئيسية للتفكير والتأمل العربي والعبري، وخاصة لكل من ابن سينا والفارابي وسليمان بن جبيرول، مُعيدًا توجيهم إلى  التقليد الفلسفي اللاتيني. كان جونديسالبو أول فيلسوف لاتيني يحتضن بعض المذاهب الأكثر إشكالية  للتكهنات اللاتينية في القرن التالي.

## التراجم
مع كل من يوحنا الإشبيلي وإبراهيم بن داود، ترجم جونديسالبو قرابة عشرين عملًا فلسفيًا من اللغة العربية إلى اللاتينية، والذين مهدوا الطريق لمرور الأفلاطونية إلى الأرسطية النموذجية بالتكهنات اللاتينية في القرن الثالث عشر.

## أعماله الفلسفية
كتب جونديسالبو خمسة أعمال فلسفية جمع فيها فلسفات ابن سينا وابن جبيرول ودمجهم مع  التقليد الفلسفي اللاتيني، وبخاصة بوثيوس مع بعض المؤلفين من حقبته مثل فلاسفة مدرسة شارتر. وعبرت الأطروحات الفلسفية عن عمق المعرفة بالفلسفة العربية- العبرية من جانب جونديسالبو. وعلى ذلك، كانت التخصصات الفلسفية الثلاثة التي ميزت فكره هي الميتافيزيقيا ونظرية المعرفة وعلم النفس.